# Shinbutsu-Bunri
Shinbutsu-Bunri (japanisch 神仏分離) bezeichnet die im Zuge der Meiji-Restauration durchgeführte Trennung der in Japan bis dahin miteinander dicht verwobenen Religionen Shintō und des japanischen Buddhismus (vgl. Shinbutsu-Shūgō).
Im Rahmen der Maßnahmen zur Erhebung des Shintō zur Staatsreligion (Staats-Shintō) richtete man im Januar 1868 ein „Büro für Shintō-Angelegenheiten“  (jingijimuka) ein, das im folgenden Monat durch die „Behörde für Shintō-Angelegenheiten“ (Jingijimukyoku) als eine der acht Behörden des Staatsrates ersetzt wurde. Doch bereits im April desselben Jahres ging diese Behörde in das „Shintō-Amt“ (jingikan) über, das bis August 1871 tätig war.
Eine der ersten Maßnahmen der Behörde für Shintō-Angelegenheiten war eine an alle Shintō-Priester des Landes gerichtete Weisung vom 4. April 1868, dass diejenigen „Intendanten, die buddhistische Trachten tragen“ und „sogenannte Schrein-Mönche“ ihre religiösen Aktivitäten aufgeben sollten.
Wenige Tage später erging die Verfügung zur Trennung von Shintō und Buddhismus (神仏分離の令, Shinbutsu-Bunri-no-rei). Ihr zufolge mussten buddhistische Statuen, Bilder und andere Reliquien aus allen Shintō-Schreinen entfernt und jene Shintō-Schreine, die buddhistische Namen erhalten hatten, umbenannt werden. Bisherige staatliche Förderungen und Anerkennungen entfielen ersatzlos. Ein paar Monate später erlassene Gesetze regelten ausführlich die Laisierung, d. h. das geistliche Berufsverbot für alle buddhistischen Priester im Schreindienst. Diejenigen, die „wegen unumgänglicher Hindernisse oder aus buddhistischem Glauben“ diesem Verbot nicht Folge leisten wollten, wurden der Schreine verwiesen.
Ein Erlass im Dezember an die Schulen des Nichiren-Buddhismus ordnete die Verbrennung aller Shintō-Reliquien in ihren Tempeln an und untersagte die bis dato übliche Verwendung der „Dreißig Schutzgötter“ des Shintō oder anderer Kami in ihren Lehren und Zeremonien. Ähnliche, gegen buddhistische Elemente gerichteten Erlässe ergingen an die größeren Shintō-Schreine, in denen der buddhistische Einfluss noch maßgeblich gewesen war.
Diese Maßnahmen führten auch zur Propagierung der „Beseitigt die Buddhas, zerstört die buddhistischen Schriften“-Bewegung (Haibutsu kishaku), in deren Verlauf  buddhistische Mönche massakriert, buddhistische Schriften verbrannt und eine Großzahl Tempel geplündert, zerstört oder geschlossen wurden. Hinsichtlich des Ausmaßes, der Methoden und staatlichen Involvierung gab es erhebliche Unterschiede zwischen den Regionen, da man bei der Umsetzung der Gesetze den lokalen Behörden viel Freiraum gelassen hatte. Besonders kleinere Tempel hatten zudem mit erheblichen finanziellen Problemen zu kämpfen, da die obligatorische und als repressiv empfundene Registration der Bevölkerung in einem der buddhistischen Tempel (Danka-System) nunmehr freigestellt wurde.
Diese Politik der Trennung von Shintō und Buddhismus wurde im März 1872 weitgehend eingestellt. Als Wendepunkt gilt die Auflösung des Shintō-Religionsministeriums (jingishō) und die Errichtung des Religionsministeriums (kyōbushō) im April 1872, in deren Jurisdiktion nun beide Religionen gleichermaßen fielen.
Für die damals in Japan lebenden Ausländer war dies eine Gelegenheit, buddhistische Plastiken und Bilder zu erwerben, die nun eine Wandlung vom religiösen Verehrungsobjekt hin zum Gegenstand der Kunstbetrachtung erlebten.